# Lurøy
Lurøy est une kommune de Norvège. Elle est située dans le comté de Nordland sur l'île de Lurøya.

## Histoire
Lors d'une réunion au lieu où se faisait la justice à Lurøy, il a été décidé en 1775 d'établir une école communautaire dans la paroisse de Rødøy.
Le tremblement de terre de Lurøy de 1819 s'étendait de Lurøy à la frontière suédoise. Il est considéré comme le tremblement de terre le plus fort qu'ait connu la Norvège jusqu'au tremblement de terre du Svalbard le 21 février 2008.
La commune en tant que telle a été fondée en 1837.

## Localités
- Aldra (66° 24′ 00″ N, 13° 06′ 00″ E)
- Brattland (66° 24′ 00″ N, 13° 10′ 00″ E)
- Indre Kvarøy (66° 29′ 00″ N, 12° 57′ 00″ E)
- Konsvikosen (66° 30′ 00″ N, 13° 06′ 00″ E)
- Kvina (66° 28′ 00″ N, 13° 10′ 00″ E)
- Lovund (66° 22′ 00″ N, 12° 23′ 00″ E)
- Lurøy
- Nordsolvær
- Sleneset (66° 22′ 00″ N, 12° 35′ 00″ E)
- Stokkvågen (66° 20′ 00″ N, 13° 01′ 00″ E)
- Stuvland (66° 25′ 00″ N, 13° 03′ 00″ E)
- Tonnes (66° 31′ 00″ N, 13° 01′ 00″ E)

## Îles
- Aldra (66° 25′ 36,5″ N, 13° 03′ 57,6″ E)
- Hestmannøy (66° 32′ 46,4″ N, 12° 50′ 32,2″ E)
- Lovund (66° 21′ 51″ N, 12° 20′ 14″ E)
- Lurøya (66° 25′ 07″ N, 12° 52′ 44″ E)
- Nesøya (66° 35′ 10″ N, 12° 40′ 35″ E)
- Onøya (66° 23′ 13″ N, 12° 51′ 14″ E)
- Solvær (66° 22′ 28,92″ N, 12° 36′ 58,32″ E)
- Stigen (66° 25′ 14″ N, 12° 55′ 02″ E)